# Barrett M98B
Barrett M98B (Model 98 Bravo) — американська снайперська гвинтівка виробництва компанії Barrett Firearms. Як і попередник — Barrett M98 (так і не пройшла в серію гвинтівка), модель Bravo розроблена під патрон .338 Lapua Magnum (8,6 70 мм).

## Історія
Снайперська гвинтівка Barrett M98 Bravo (Barrett M98B) була розроблена відомою американською компанією Barrett Firearms Manufacturing Ltd як далекобійна снайперська зброя, що забезпечує можливість стрілянини по живій силі на дистанціях до 1500 метрів.

## Конструкція
Технічно є 10-зарядною гвинтівкою, використовує ручну перезарядку з поздовжньо-ковзним поворотним затвором. Подача набоїв при стрільбі проводиться з коробчатого магазина ємністю на 10 набоїв. Затвор зчіпляється безпосередньо з казенною частиною стовбура, що дозволяє розвантажити стовбурну коробку і використовувати її виготовлення легкі алюмінієві сплави.
Ствол гвинтівки має поздовжні доли для полегшення та покращення охолодження, та оснащений ефективним дульним гальмом. Ударно-спусковий механізм виконаний у вигляді окремого модуля, що легко витягується зі зброї при неповному розбиранні, і дозволяє проводити регулювання спуску за всіма основними параметрами.
Використовуючи патрони .338 Lapua Magnum, що подаються з коробчатого магазина, що відокремлюється, M98B забезпечує точність і зупиняючу дію навіть на граничній дальності.